# Otto van Bronckhorst-Borculo

Stamwapen van Bronckhorst

Wapen van de Heerlijkheid Borculo

Otto van Bronckhorst en Borculo (1392 - 23 februari 1458) was heer van Bronckhorst (1429-1458) en Borculo (1417-1458). Hij was een zoon van Gijsbert VI van Bronckhorst en Hedwig van Tecklenburg, dochter van Otto VI van Tecklenburg en Adelheid van der Lippe.

## Levensloop
Hij bezegelde het verbond van 1418 als tweede Gedeputeerde uit de graafschap Zutphen en werd in 1420 met Borculo beleend. Hij was in 1423 Raad van Arnold V, de hertog van Gelre.

In 1431 werd hij verkoren tot scheidsman tegen Willem heer van Buren, de kleinzoon van Alard IV, die in onmin was geraakt met Arnold van Gelre. Hij maakte in 1435 bezwaar om naar Nijmegen te komen maar bezegelde wel het verbond dat gesloten werd.

Hij sluit in 1448 een verbond met een aantal edelen en de vier kleine steden op de Veluwe. 

Gedurende de reis naar Rome van de hertog van Gelre vertegenwoordigde hij deze als regeringsgemachtigde. Samen met Joachim heer van Wisch was hij verbonden als vijand van de stad Vreden.

## Huwelijken en kinderen
Otto trouwde (1) in 1418 met Agnes van Solms (-29 december 1439). Zij was de dochter van Hendrik II van Solms-Ottenstein (-1425) tot 1408 heer van Ottenstein..
Agnes en Otto kregen de volgende kinderen:
- Gijsbertha van Bronckhorst. Zij trouwde met Everwijn van Bentheim , graaf van Bentheim
- Heilwig van Bronckhorst. Zij trouwde op 3 juli 1458 met Otto IV van Diepholt graaf van Diepholz (1424-), een zoon van Coenraad IX van Diepholt en Irmgard van Hoya.
- Agnes van Bronckhorst, abdis van het Abdij van Elten

Een jaar na het overlijden van Agnes trouwde hij (2) (contract 13 november 1440) met Elisabeth van Nassau-Beilstein. Zij was een dochter van Johan I van Nassau-Beilstein en Mechtild van Isenburg-Grenzau.
Otto kreeg uit zijn tweede huwelijk met Elisabeth de volgende kinderen:
- Gijsbert VII van Bronckhorst. Hij werd in 1458 heer van Bronkhorst en Borculo
- Frederik van Bronckhorst. Hij werd in 1489 heer van Bronkhorst en Borculo
- Cunegonde van Bronckhorst. Zij trouwde met Hendrik van Homoet, heer van Wisch (1435-). Hij was een zoon van Jan van Homoet, heer van Homoet en Wisch (1410-) en Arnolda van Culemborg (1415-1481), die op haar beurt een dochter was van Jan III van Culemborg en Barbara van Gemen.

Vanaf mei 1458 mei treedt Arnt van Bentheim op als voogd van zijn nakinder.

## Zegel en wapen
Hij zegelt met: twee wapenschilden, rechts omgewende klimmende leeuw en links 3 bollen, gewende steekhelm met twee klauwen met bol.